# 北京電影製片廠

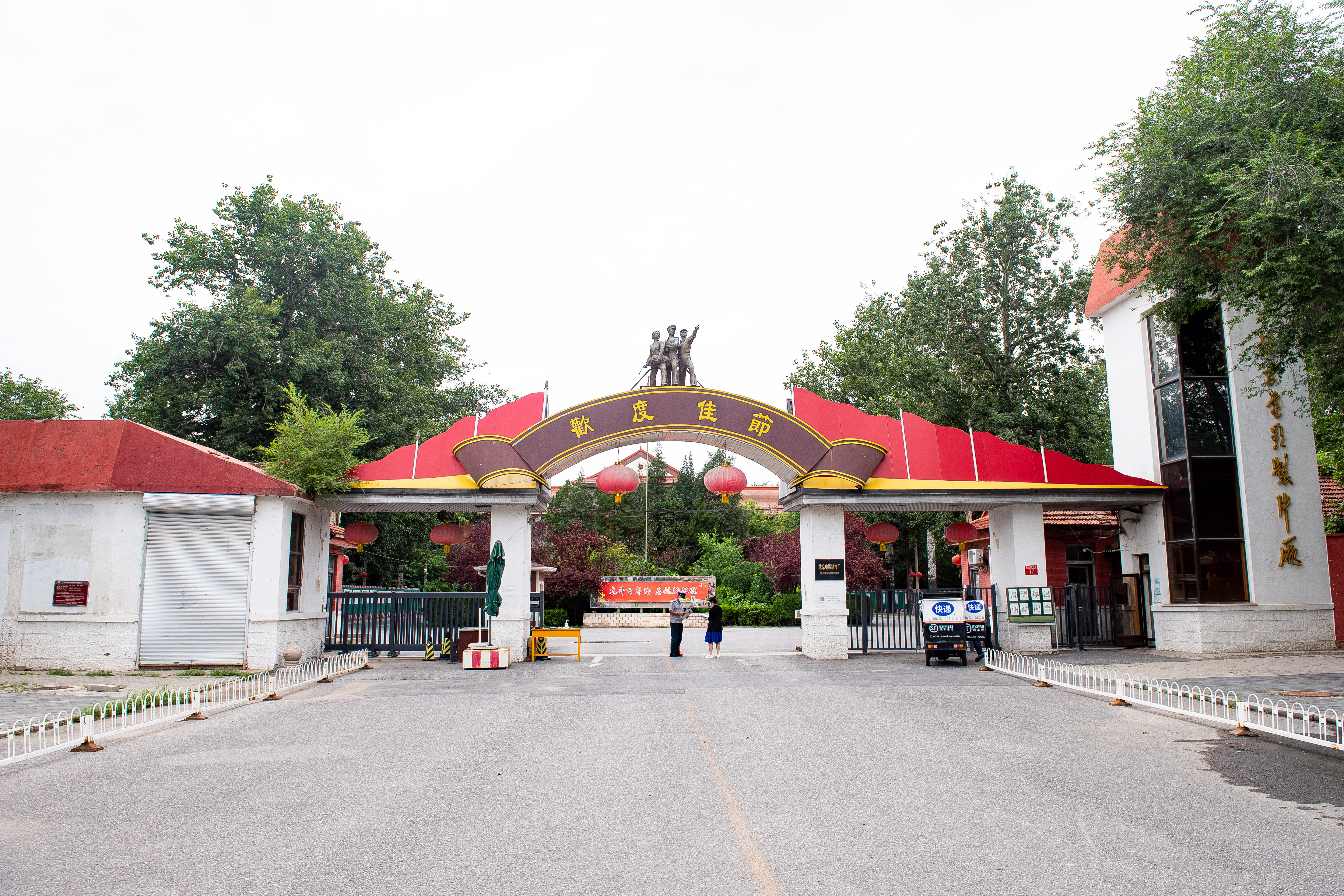
位于北三环蓟门桥东侧的北京电影制片厂旧址

中国电影集团公司北京电影制片厂是中國大陸的電影製片商，位居中国电影集团公司旗下，现任厂长为中影集团董事长韩三平。

## 历史

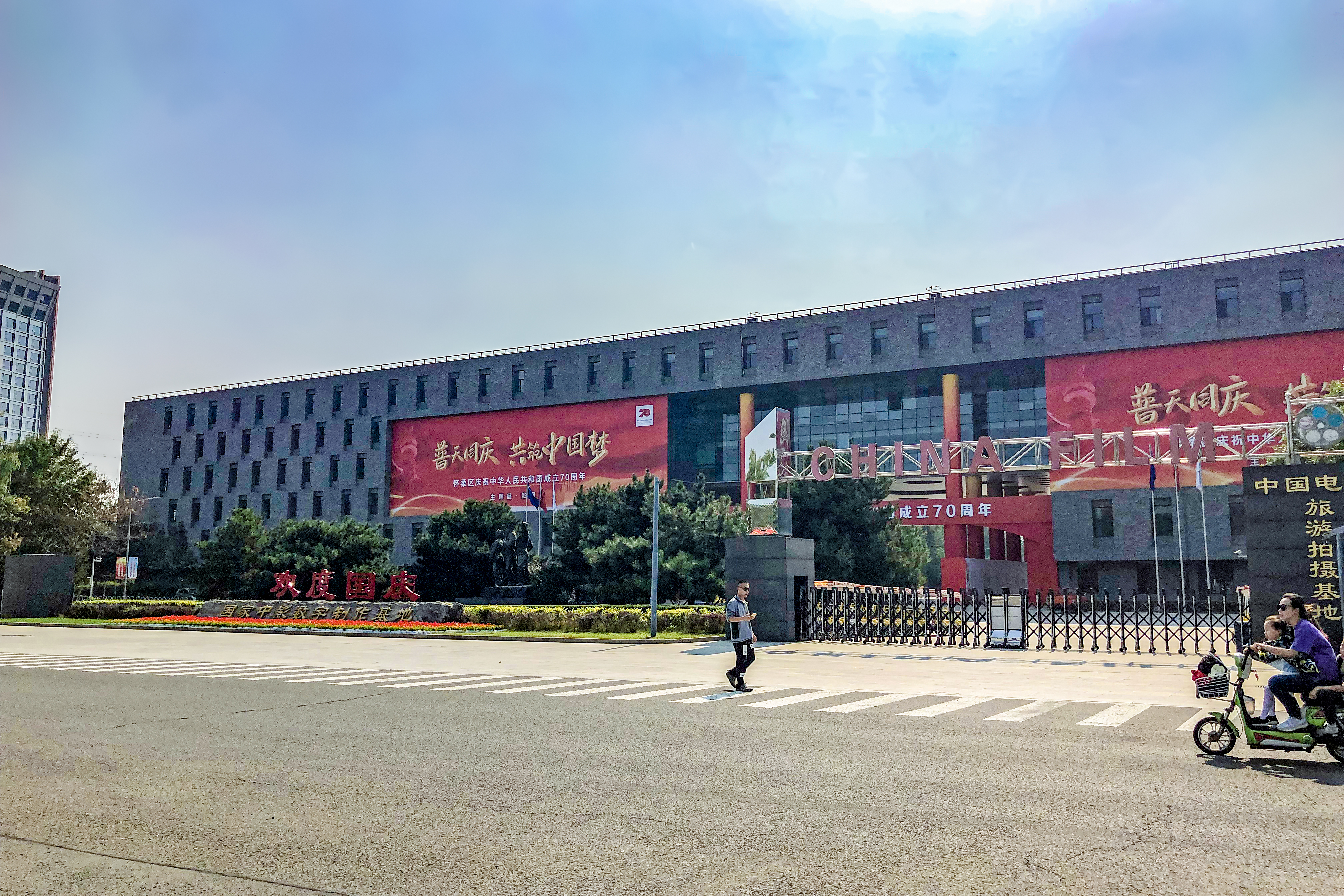
位于怀柔杨宋的国家中影数字制作基地

1949年4月20日北平电影制片厂成立，1949年10月1日改名为北京电影制片厂，第一任厂长为田方，1951年汪洋继任厂长。總部設在北京。北平电影制片厂是在北平市军事管制委员会接收的原中国国民党中央宣传部中央电影企业公司第三电影制片厂的基础上，抽调延安及各革命根据地从事电影和文艺工作的干部建立的。
北京电影制片厂建厂初期为综合性电影制片厂，主要拍摄新闻纪录片，兼拍故事片。1956年，该厂拍摄新闻纪录片的部门与该厂脱离、另建中央新闻纪录电影制片厂，此后该厂改为主要拍摄故事片。1970年代，该厂是中华人民共和國第一批與國外合拍電影的電影廠。
北京电影制片厂在1999年与原中国电影公司、中国儿童电影制片厂、中国电影合作制片公司、中国电影器材公司、电影卫星频道节目中心、北京电影洗印录像技术厂、华韵影视光盘有限责任公司等8家单位组成了现在的中国电影集团公司（简称“中影集团”）。
1949年北平电影制片厂建厂时，厂址设在今西城区新街口的今北京科学教育电影制片厂厂址内。1956年，经中华人民共和国文化部报中华人民共和国国家建设委员会批准，同意该厂在北京东北郊慧忠庵等地建厂。文革期间，北影干部职工下放五七干校，原厂区废弃。1973年，在今北三环中路77号建起了新厂。2009年5月15日，北影厂摄影棚完成最后一场戏的拍摄后停用，该厂制作部门将陆续搬迁至北京怀柔区杨宋镇的国家中影数字制作基地，而制片部门仍将留在老厂址内。2019年2月20日，北京电影制片厂大院南区近现代建筑群开始保护修缮。

## 代表作品
该厂建厂初期以拍摄新闻纪录片为主。拍摄的第一部纪录片为《毛主席莅平》，此后还拍摄了大型纪录片《中国人民的胜利》等。早期拍摄的故事片有《民主青年进行曲》、《新儿女英雄传》、《智取华山》、《龙须沟》等。 
- 《祝福》
- 《林家铺子》
- 《青春之歌》
- 《洪湖赤卫队》
- 《风筝》（新中国第一部中外合拍片）
- 《五月之戀》

## 知名人物

### 历任厂长[7]
- 田方（1949年-1956年）
- 汪洋（1956年-1984年）
- 胡其明（1984年-1988年）
- 宋崇（1988年-1989年）
- 成志谷（1989年-1994年）
- 韩三平（1994年至1999年）

### 导演
- 谢添（早期做演员）
- 谢铁骊（代表作：《紅樓夢》，金雞獎最佳導演）
- 于洋（早期做演员）
- 滕文骥
- 陳國星
- 田壮壮
- 冯小宁（代表作：《紅河谷》、《黃河絕戀》，金雞獎最佳導演）
- 霍建起（代表作：《那山那人那狗》、《暖》，金雞獎最佳導演、華表獎最佳導演、東京影展金麒麟獎）
- 陸川（代表作：《可可西裏》、《南京南京》，東京電影節評委會獎）
- 胡玫（代表作：《孔子》、電視劇《雍正王朝》）
- 張揚（代表作：《洗澡》、《向日葵》，西班牙聖塞巴斯蒂安影展最佳導演）

### 演员
作為中國內地老牌電影製片廠，北京電影製片廠在各個時期都有一批極具代表性和影響力的演員。

#### 新中国人民演员
隨著中華人民共和國建國十幾年的發展，中國內地電影行業1950年代末到1960年代中期湧現了不少大受歡迎的影片和演員。1962年，在周恩來的推動下，中華人民共和國文化部破例首次也是唯一一次，進行了各大製片廠演員的評選。最終在北京電影製片廠、上海電影製片廠、長春電影製片廠、八一電影製片廠選出了最有影響力、最受歡迎的22位電影明星，北京電影製片廠進入名單的如下：
- 謝添（代表作：《林家铺子》，后轉作導演）
- 崔嵬（代表作：《宋景诗》、《紅旗譜》，百花獎影帝，兼作导演）
- 陳強（代表作：《紅色娘子軍》，百花獎最佳男配角）
- 張平（代表作：《钢铁战士》）
- 于洋（代表作：《英雄虎膽》、《早春二月》，后轉作導演）
- 于藍（代表作：《革命家庭》、《烈火中永生》，莫斯科國際影展影后，后成为北京儿童电影制片厂厂长。丈夫是北影首任厂长田方，儿子是导演田壮壮）
- 謝芳（代表作：《青春之歌》）

#### 北影三花
文革之後的1980年代，中國內地電影業湧現了一批明星，其中女明星當中北京電影製片廠的代表則被業界譽為“北影三花”：
- 劉曉慶（代表作：《原野》、《芙蓉鎮》，曾獲一次金雞獎影后、三次百花獎影后以及一次百花獎女配角）
- 李秀明（代表作：《許茂和他的女兒們》，金雞百花雙料影后）
- 張金玲

#### 其他資深演員
- 葛存壮（代表作：《地道戰》，兒子是影帝葛優）
- 唐国强（代表作：《孔雀公主》、《小花》、電視劇《雍正王朝》，金雞獎最佳男配角、金鷹獎最佳男主角）
- 蔡明（代表作：《海霞》、電視劇《閒人馬大姐》、著名小品演员）
- 沈丹萍（代表作：《被爱情遗忘的角落》、《留村察看》，百花獎影后）
- 曹翠芬（代表作：《孤兒淚》，電視劇《上海一家人》，華表獎影后和飛天獎優秀女配角）
- 林芳兵（代表作：電視劇《唐明皇》，金鷹獎最佳女主角）

#### 中堅力量
現在活躍在中國影視圈的一批明星是1990年代中後期進入北京電影製片廠，比如上學時就一炮而紅的趙薇。
- 赵薇（代表作：《畫皮》、《花木蘭》、電視劇《還珠格格》，百花獎影后、華表獎影后、上海國際影展影后和金鷹獎最佳女主角）
- 许晴（代表作：《建國大業》，百花獎最佳女配角）
- 蒋勤勤（代表作：電視劇《喬家大院》，金鷹獎最具人氣女明星和飛天獎優秀女演員）
- 顏丹晨（代表作：《花季雨季》，華表獎最佳新人）
- 范志博（代表作：《真水無香》，華表獎影后、金鷹獎最佳女演員）